# 23754 Рахнаредді
23754 Рахнаредді (23754 Rachnareddy) — астероїд головного поясу, відкритий 22 травня 1998 року.
Тіссеранів параметр щодо Юпітера — 3,552.